# 475

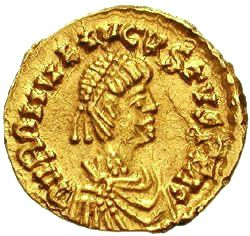
Romulus Augustus (r. 475-476)

Het jaar 475 is het 75e jaar in de 5e eeuw volgens de christelijke jaartelling.

## Gebeurtenissen

### Klein-Azië
- 9 januari - Keizer Zeno wordt in Constantinopel na een regeerperiode van 3 maanden door een staatsgreep verdreven naar Isaurië (huidige Turkije). Hij wordt opgevolgd door de usurpator Basiliscus.
- 9 april - Basiliscus voert een encycliek (littera encyclica) in tegen de Chalcedonische kerken in het Oost-Romeinse Rijk. Hij bestrijdt het miafysitisme, dit maakt hem niet populair bij de bisschoppen.
- Het beroemde beeld van Zeus wordt in Constantinopel tijdens een paleisbrand verwoest. Het is een van de zeven wereldwonderen van de antieke wereld.

### Europa
- Koning Eurik doet afstand van de Provence (Gallië) en verklaart het verdrag van 418 dat de status van zijn rijk regelt als foederati (bondgenoten) voor nietig. Het Visigotische Rijk wordt onafhankelijk.[1]

### Italië
- 28 augustus - Keizer Julius Nepos wordt in Ravenna door Orestes (magister militum) afgezet en vlucht naar Dalmatië. Hij roept zijn zoon Romulus Augustus uit tot keizer van het West-Romeinse Rijk.
- 30 oktober - Romulus Augustus wordt als keizer gekroond en Orestes fungeert als regent. De Germaanse huurlingen onder leiding van Odoaker rebelleren in Noord-Italië tegen Orestes' regering.

### Korea
- Het Koreaanse koninkrijk Koguryo verslaat de alliantie (Paekche en Silla). De stad Incheon wordt voor het eerst genoemd en Korea komt onder invloed van Japan te staan.

## Religie
- Timotheus II wordt de eerste Grieks-orthodoxe partriarch van Alexandrië.

## Geboren
- Ita, Iers geestelijke en heilige (overleden 570)

## Overleden
- 11 mei - Mamertus, bisschop en heilige
- 27 mei - Eutropius, bisschop en heilige
- 18 oktober - Shushanik, Georgische heilige
- Ferreolus van Rodez, Romeins senator
- Flavius Magnus, Romeins consul en prefect
- Tonantius Ferreolus, Gallo-Romeins politicus